# NGC 1042
NGC 1042 je spiralna galaksija u zviježđu Kita.

## Susjedne galaktike
Galaksija se na nebu vidi u neposrednoj blizini spiralne galaktike NGC 1035,  a obje imaju slični crveni pomak.  Zbog toga je izgledno da se ove dvije galaktike i fizički nalaze vrlo blizu

## Vanjske poveznice
- Picture of NGC 1042  Arhivirana inačica izvorne stranice od 27. svibnja 2009. (Wayback Machine)